# ミドル・ヴィレッジ-メトロポリタン・アベニュー駅
ミドル・ヴィレッジ–メトロポリタン・アベニュー駅（英: Middle Village–Metropolitan Avenue）は、ニューヨーク市地下鉄BMTマートル・アベニュー線の終端駅である。クイーンズ区ミドル・ヴィレッジのメトロポリタン・アベニュー - レンター・プラザ交差点にあり、終日M系統が発着している。

## 歴史
当駅は1906年10月1日にルーテル墓地の隣地に開設された。これは元あった蒸気鉄道線をワイコフ・アベニューに沿って延伸したものであった。旧地上線の高架線への建て替えに伴い、当駅も西側に移設されて1915年8月9日に再開業した 。1974年7月16日には火災により開業当時の木造プラットホームと駅舎が全焼し、停車していたR27型電車（8202、8203、8237）とR30型電車（8512）が全損、R32型電車（3549、3659、3694、3695）が損傷した 。このため全面的に建て替えられることになり、1980年に現在のコンクリート製プラットホームとレンガ造りの駅舎が完成した。
当駅は運行系統上はBMTマートル・アベニュー線およびM系統の南端駅にあたるが、2010年6月27日にM系統が経路変更されるまではM系統の北端駅になっていた 。深夜帯にはM系統はマートル・アベニュー駅 - 当駅間でシャトル運転となるが、このときには地図上では当駅よりも南にあるマートル・アベニュー駅が北端駅、地図上では北にある当駅が南端駅になる（運行系統上の南北と地図上の南北が入れ替わる）。

## 駅構造
| G 地上階 | 出入口                                     | 改札口、駅員室、メトロカード自動販売機 (入口からホームまで段差なし)                                                               |
| G 地上階 | 2番線                                      | ← 71番街駅行き（平日）、エセックス・ストリート駅行き （週末）、マートル・アベニュー駅行き（深夜）（フレッシュ・ポンド・ロード駅） |
| G 地上階 | 島式ホーム、到着番線に応じた側のドアが開く | |
| G 地上階 | 1番線                                      | ← 71番街駅行き（平日）、エセックス・ストリート駅行き （週末）、マートル・アベニュー駅行き（深夜）（フレッシュ・ポンド・ロード駅） |

駅は北端が地表面になる下り勾配の盛土の上に設けられており 、1面2線のコンクリート製島式ホームを備えている。線路はプラットホーム北端の車止めで終わっている。プラットホーム全体を銀色の柱で支えられた鋼製屋根が覆っており、屋根には蛍光灯、プラットホームにはベンチが備え付けられている。レンガ造りの駅舎がメトロポリタン・アベニュー - レンター・プラザ交差点の東側に設けられている 。駅舎にはプラットホームに向かうドアが2対と改札機およびトークン・ブースが設けられている。また、角に出る2対のドアと、メトロポリタン・アベニューに出るドアが設けられている。駅舎が地上にあり、プラットホームにも直接繋がっているため、当駅はエレベーターもスロープも設けられていないにもかかわらずADA対応になっている。
プラットホーム最西端の線路を挟んで向かいに職員専用の建屋が設けられている。また、マートル・アベニュー線の信号扱所がプラットホーム南端に設けられている。駅の南にはフレッシュ・ポンド操車場があるが、当駅からしか出入線できないため、マンハッタンやブルックリンから入場する列車はいったん当駅に入線し、転向して操車場に入場する。

## 見どころ
当駅には、堀割を北進するニューヨーク・コネクティング鉄道が隣接しており、南側でロングアイランド鉄道ベイ・リッジ支線に接続している。
駅の東側には以前クライスト・ザ・キング・リージョナル・ハイスクールがあった。
駅のすぐ西側には大型ショッピングモールのメトロモールがある。駅はメトロポリタン・アベニュー - レンター・プラザ交差点にあり、両側にメトロモールの駐車場が設けられている。
駅の北東側にはルーテラン・オール・フェイス・セメタリーがある。